# Alliansavtalet mellan Mongoliets regering och Tibet

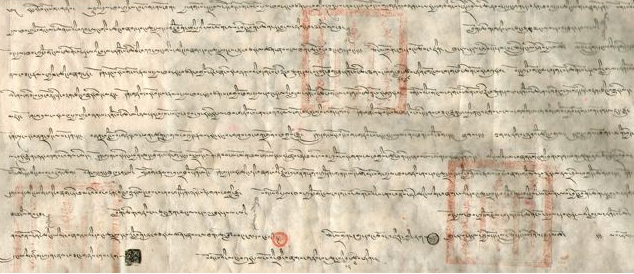
Avtalet

Ett vänskaps- och alliansavtal mellan Mongoliets regering och Tibet undertecknades 2 februari 1913 i Urga (nu Ulan Bator). Det har emellertid funnits tvivel om de tibetanska signatärernas auktoritet att sluta ett sådant avtal, och förty om avtalets giltighet.
Fördragets blotta existens har tidvis ifrågasatts, men texten publicerades på mongoliska 1982 av den mongoliska vetenskapsakademin, och 2007 dök ett original på tibetanska upp från ett mongoliskt arkiv.

## Undertecknande och giltighet
Efter Qingdynastins fall (1911) förklarade sig både Tibet och Mongoliet självständiga under lamaistiska statschefers ledning. De erkändes dock inte av den kinesiska republiken. I avtalet förklarade Mongoliet och Tibet ömsesidigt erkännande för varann. Mongoliets representanter som signerade avtalet var utrikesminister Da Lama Ravdan och general Manlaibaatar Damdinsüren. Tibets representanter var Agvan Dorjiev, en rysk medborgare, Chijamts och Gendun-Galsan, en tibetansk medborgare. Det finns tveksamheter kring giltigheten i detta avtal: den trettonde Dalai Lama dementerade att han hade givit Dorjiev mandat att förhandla om ett avtal med Mongoliet. Ännu viktigare är att varken Dalai Lama eller Tibets regering har stadfäst avtalet. Den ryska regeringen hävdade att Dorjiev som rysk medborgare aldrig skulle kunna förhandla å Dalai Lamas vägnar.
Frånsett det erkändes varken Tibet eller Mongoliet som självständiga av de flesta länder. Däremot erkändes den kinesiska republikens suveränitet över områdena. Västvärldens, speciellt Rysslands och Storbritanniens, intressen i dessa områden garanterades genom avtal med Qingdynastin, vilka den kinesiska republiken hävdade skulle hållas. Genom att erkänna Mongoliet och Tibet skulle västvärlden kunna ha ogiltigförklarat de avtalen. I väst var man också orolig att ett erkännande skulle leda till instabilitet i området, något som kunde undvikas om avtalen hölls.